# Gabrio Piola

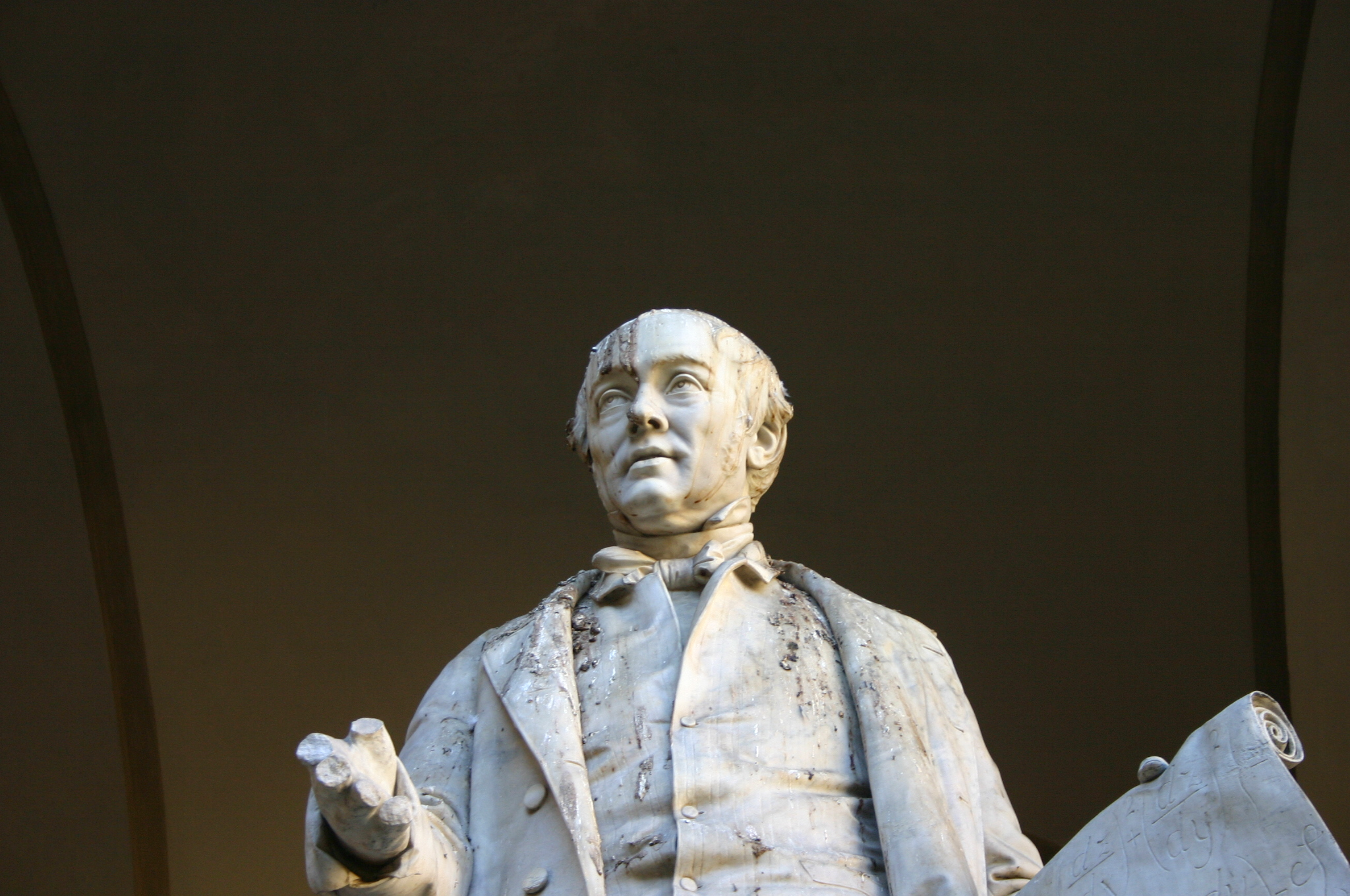
Statue von Gabrio Piola vor dem Palazzo Brera

Gabrio Piola (* 1794 in Mailand; † 1850 in Giussano (Provinz Monza)) war ein italienischer Mathematiker und Physiker.
Piola stammt einer Familie Mailänder Patrizier aus Giussano ab. Er studierte Mathematik an der Universität Pavia und wurde 1816 promoviert. Sein Lehrer war Vincenzo Brunacci. Ihm wurde der Lehrstuhl für angewandte Mathematik in Rom angeboten, er zog es aber vor privat zu unterrichten. Zu seinen Schülern gehört Francesco Brioschi. Mit Mechanik befasste er sich anlässlich eines Wettbewerbs des Istituto Lombardo in Mailand, wofür er einen Aufsatz über die Mechanik von Lagrange verfasste. In der Mathematik befasste er sich mit Variationsrechnung und der Finite-Differenzen-Methode.
Er ist für Beiträge zur Kontinuumsmechanik und Elastizitätstheorie bekannt. So ist der Piola-Kirchhoff-Spannungstensor nach ihm und Gustav Robert Kirchhoff benannt.

## Ehrungen

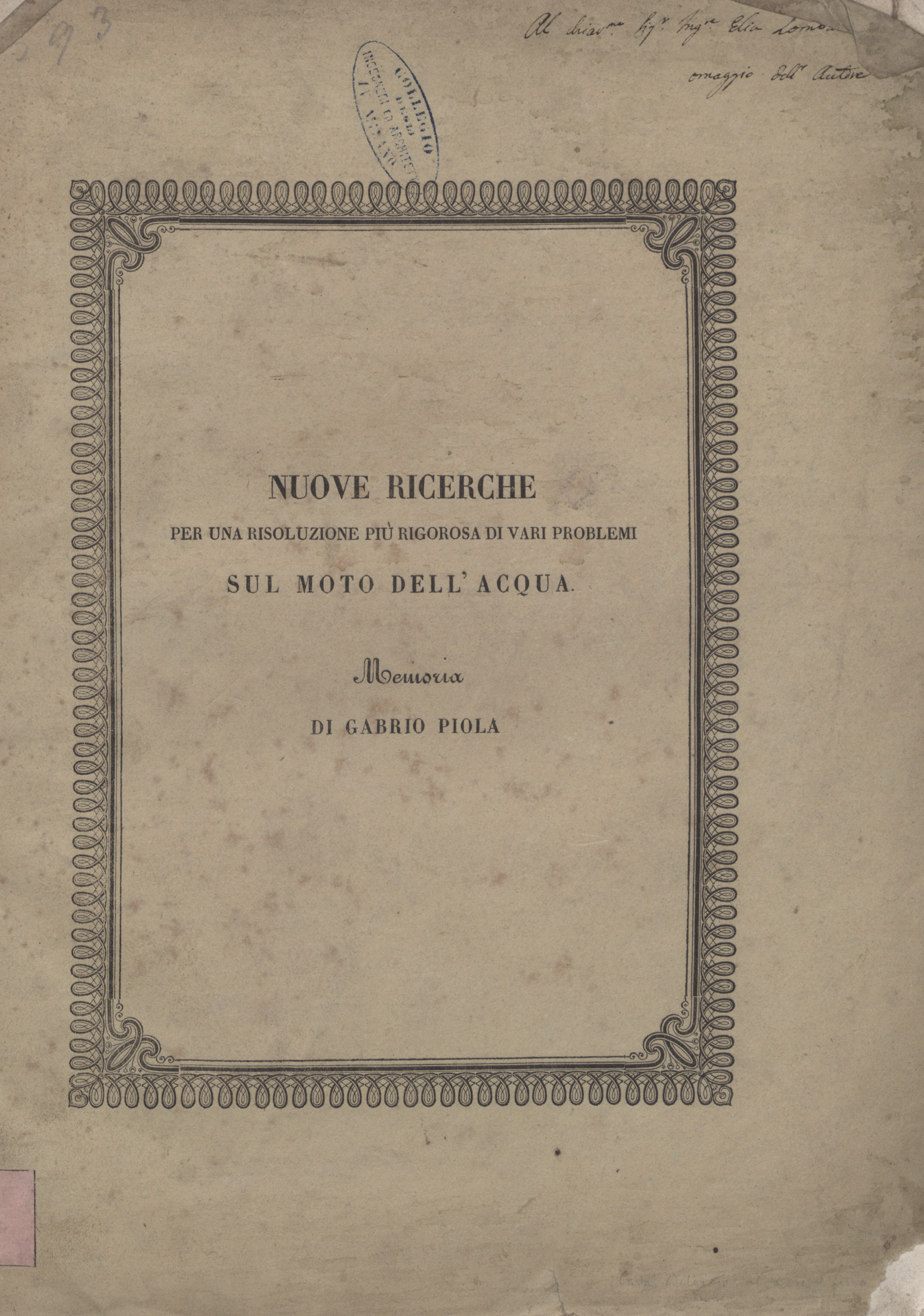
Nuove ricerche per una risoluzione più rigorosa di vari problemi sul moto dell'acqua (1843)

Nach ihm ist ein Platz in Mailand benannt. Darüber hinaus ist eine Haltestelle der Mailänder U-Bahn auf der Linie 2 nach ihm benannt: Piola MM. Seine Marmorstatue (1857 von Vincenzo Vela geschaffen) steht im Ehrenhof des Palazzo di Brera in Mailand.